# قائد (لقب)

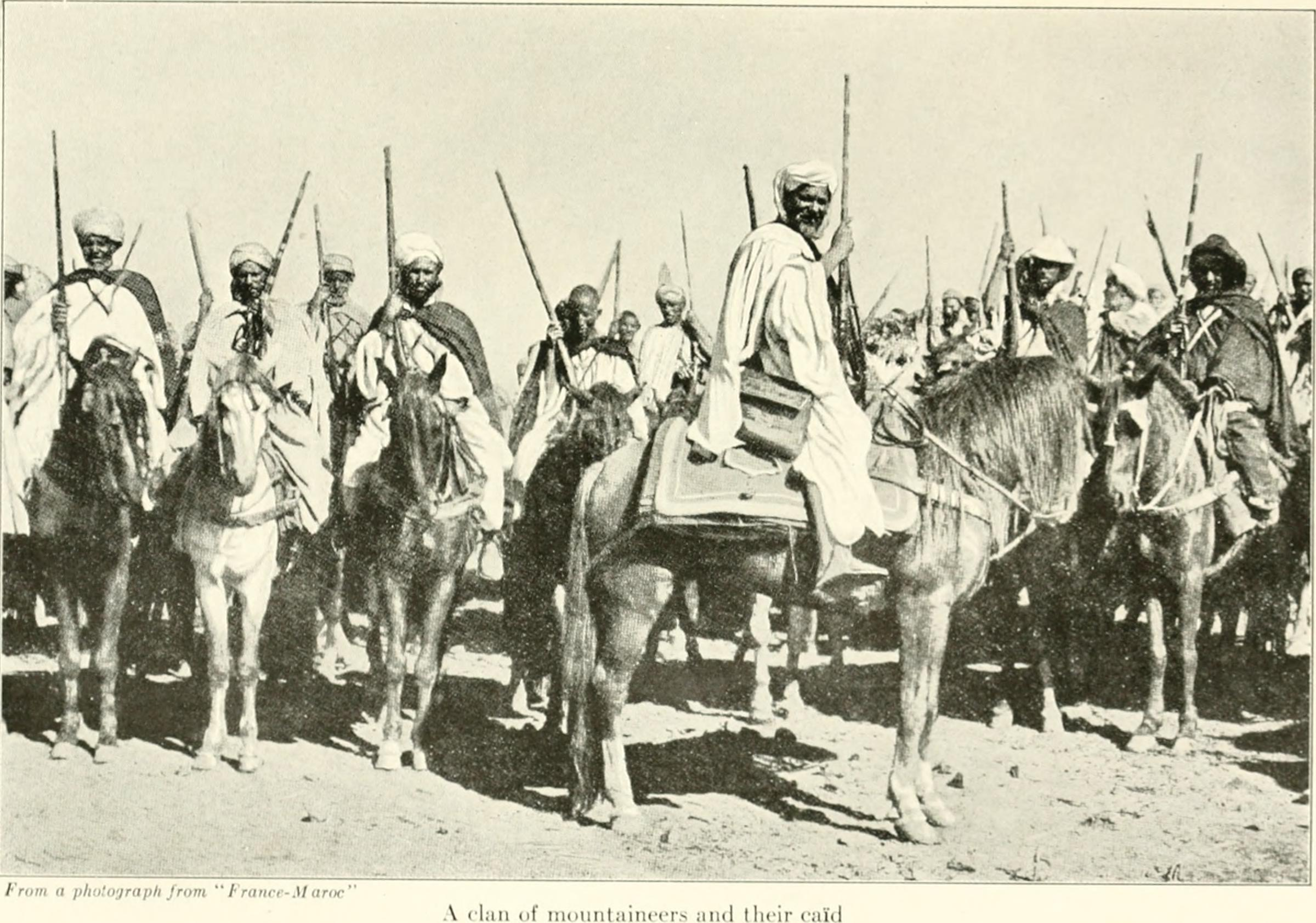

قائد (الجمع: قَائِدُونَ، قَادَةٌ، قُوَّادٌ) من أصل فعل قود وهي تعني الشخص الذي يتحكم في مسار الشئ أو الكيان وتوجهاته ومن المعتاد في المجتمع أن يكون القائد ذا صفات طيبة.
فالوظيفة الحقيقية للقائد هي توجيه الناس للطريق الأفضل نظرا لقوته الداخلية التي يمكن أن يستمد منها الناس القوة عندما يصابوا بالإحباط وفقدان الأمل.
ويقول البعض إن القائد كالأب يخاف على أتباعه ويحميهم كما يحمونه.
الرئيس: تأتى من فعل رأس أي القمة، أي رأس المنظومة لذلك فان بقاء النظام في الغالب يكون مرهونا ببقاء رئيسه لأنه العضو الرئيسي الذي لا غنى عنه في المنظومة.

## الفرق بين القائد والرئيس
الرئيس هو قيمة النظام ورمزه وبدونه تنهار المنظومة وهو من يبنى ويشق الطريق للجماعة.
أما القائد فهو يسحب ويقود النظام على طريق موجود بالفعل فهو يختار الطريق الأقصر والأسرع والأفضل لبقاء الجماعة وإذا انهار النظام يمكنه إنشاؤه من جديد أما إذا اختفى القائد يمكن استبداله في حالة وجود قائد آخر.

## علاقة القائد بالرئيس
الرئيس هو واحد فقط في تاريخ النظام الثابت وعندما يموت يخلفه قائد يسير على نهجه فصفات القائد والرئيس واحدة تقريبا إلا أن القائد لا يوجد إلا على أهداف نبيلة أما الرئيس فيمكن أن يكون على أهداف سيئة مثل رؤساء العصابات.
أو بمعنى آخر إن الرئيس هو مكانة أكثر من كونه صفة إنسانية فعندما يحتل قائد تلك المكانة اأما إذا احتلها شخص عادي يصبح مجرد مدير يسير أعمال المنظومة فقط بثبات على نفس الوضع بدون تطوير ملحوظ.